# Cartel des gauches
 (août 2016).
Le cartel des gauches était une coalition électorale, constituée dans une cinquantaine de départements, pour les élections législatives de 1924 entre les radicaux indépendants, le Parti radical et radical-socialiste, le Parti républicain-socialiste auquel se joignirent des socialistes indépendants, et la SFIO. Les radicaux emmenés par Édouard Herriot dominèrent la coalition victorieuse aux élections législatives de 1924.
Les premiers députés communistes qui sont élus en 1924 siègent dans l'opposition. Les socialistes ne participent pas au gouvernement de peur de se faire taxer de trahison sociale par les communistes qui verraient en cette alliance une collaboration avec un régime bourgeois. Les socialistes ne feront que soutenir les orientations politiques prises en cas de succès. La victoire de 1924 est ainsi une simple entente électorale amorcée dès la fin de l'année 1923 et non une collaboration, dictée essentiellement par la volonté commune de battre le Bloc national.
Cette coalition fut reconduite pour les élections législatives de 1932 et regroupa les radicaux et les socialistes. Cependant, ces derniers posèrent en 1932 des conditions à leur participation, qui furent rejetées par les radicaux (les « conditions Huyghens »), ce qui entraina une majorité parlementaire fragile. Les socialistes ne participeront à l'action gouvernementale qu'à partir de 1936 dans la coalition du Front populaire. Le gouvernement de Front populaire étant d'ailleurs le premier de la IIIe République dirigé par les socialistes.
Le cartel des gauches associa ainsi quatre groupes :
- les radicaux indépendants (frange de droite des radicaux) ;
- les radicaux-socialistes, unifiés désormais ;
- les républicains-socialistes avec des socialistes indépendants (Paul Painlevé) ;
- la SFIO.

## Première victoire du cartel

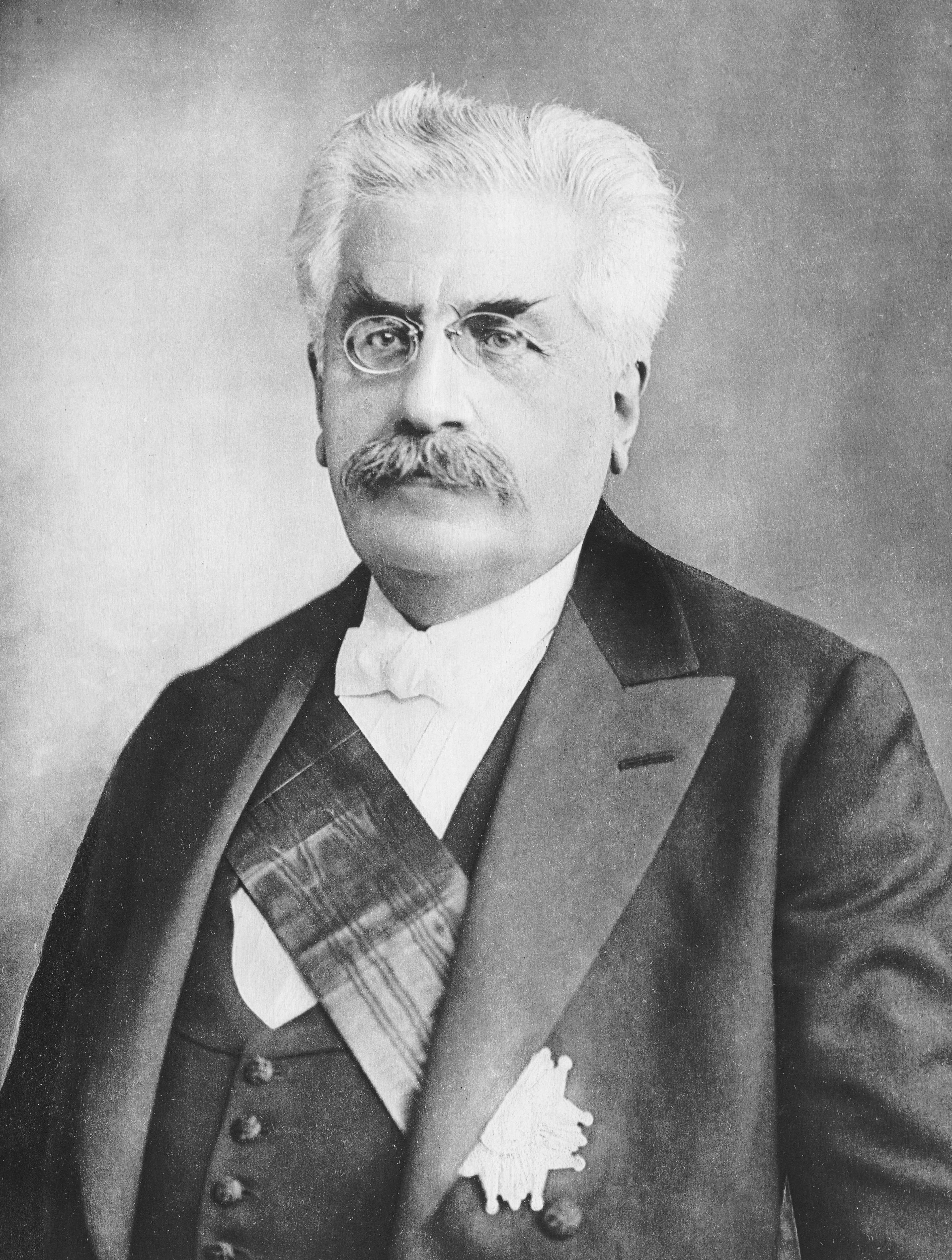
Le président de la République Alexandre Millerand, contraint à la démission par le cartel des gauches.

La scission intervenue à l'issue du congrès de Tours permet à la SFIO de se tourner vers une nouvelle alliance avec les radicaux, dans la plus pure tradition républicaine des alliances électorales. Des accords sont trouvés lors des élections sénatoriales de janvier 1921 et cantonales de mai 1922. Au cours de l'automne 1921, Painlevé fonde la Ligue de la République, qui réunit la nouvelle génération d'élus radicaux et les républicains-socialistes. Deux nouveaux journaux passionnément acquis à la cause de la République, un quotidien (Le Quotidien) et un hebdomadaire (Le Progrès civique) sont lancés dans le même temps. Ce sont les premiers pas vers la formation du cartel, encouragée par les relations qu'entretiennent entre eux socialistes et radicaux au sein de la Ligue des droits de l'homme et des loges maçonniques. Comme au temps du Bloc des gauches, le cartel des gauches repose essentiellement sur la formation de comités locaux et sur le soutien de sociétés de pensée et de loges maçonniques. Les fonctionnaires officieusement organisés au sein de la Fédération des fonctionnaires de Charles Laurent, proche de la CGT, et tout particulièrement les instituteurs soutiennent activement la constitution de la nouvelle coalition.
Les radicaux sont souvent très favorables à une alliance avec les socialistes, au moins pour éviter que la loi électorale ne les marginalise comme cela a été le cas à l'issue des législatives précédentes. Au congrès de Marseille, la SFIO approuve la formation d'un cartel purement électoral, dit « d'une minute ». Pas question de se compromettre dans une éventuelle participation à un gouvernement dans le cadre des institutions bourgeoises. Le cartel est officiellement lancé.
Ses mots d'ordre ont une dimension très générale : anticléricalisme, pacifisme, dénonciation de la pratique du pouvoir du Président de la République Millerand, accusé de dériver vers le pouvoir personnel. La campagne électorale menée par le cartel, formé dans 50 départements, soit 57 circonscriptions, reste très traditionnelle. Les divisions de la SFIO et le contrecoup de la scission amènent plusieurs de ses fédérations à ne pas suivre les consignes du national : des listes autonomes sont présentées dans 18 circonscriptions, d'autres en alliance avec des personnalités exclues du Parti communiste se constituent dans trois circonscriptions. Les socialistes sont absents dans 21 départements, à défaut d'organisation ou à cause de la scission. Les radicaux ne peuvent donc pas s'allier aux socialistes dans une quarantaine de départements. Dans 14 d'entre eux, ils forment des listes avec les républicains-socialistes. Dans 16 autres, ils s'allient à l'Alliance démocratique, pourtant adversaire du cartel. Certains radicaux restent soucieux de ne pas se couper du centre au cas où les choses tourneraient mal avec la SFIO.
La victoire du cartel des gauches à l'issue du scrutin est une victoire relative. Malgré la très forte participation (16,9 % d'abstention, le taux le plus faible depuis 1871), la gauche dans son ensemble n'obtient qu'environ 4 200 000 voix, dont 875 812 pour les communistes, qui rejetaient alors dos à dos le cartel et la droite, contre plus de 4 530 000 aux listes de l'ex Bloc national avec les 1 020 229 voix des listes d'alliance radicaux-centristes. Les listes du cartel stricto sensu obtiennent 2 644 769 voix, les listes homogènes de la SFIO 749 647 voix, soit un total de 3 394 416 suffrages pour les composantes du cartel dans leur ensemble, par ailleurs majoritaires dans 28 circonscriptions. Minoritaire en voix, le cartel est en revanche majoritaire en sièges, profitant des divisions de ses adversaires : 286 élus (139 radicaux-socialistes, 105 socialistes et 42 républicains-socialistes) auxquels il faut adjoindre les 41 députés de la Gauche radicale, parfois élus sur des listes du cartel, plus souvent sur des listes poincaristes, mais désireux de ne pas se couper du Parti radical. Les députés du centre et de la droite, hostiles au cartel, ne sont que 233. Le mode de scrutin, qui leur avait profité en 1919, s'est finalement retourné contre eux. La Chambre des députés comporte 140 avocats et 9 professeurs de droit. Albert Thibaudet forge l'expression de « république des professeurs » pour désigner le triumvirat de normaliens composé de Léon Blum, Édouard Herriot et Paul Painlevé.

## Prise de fonctions et premières mesures

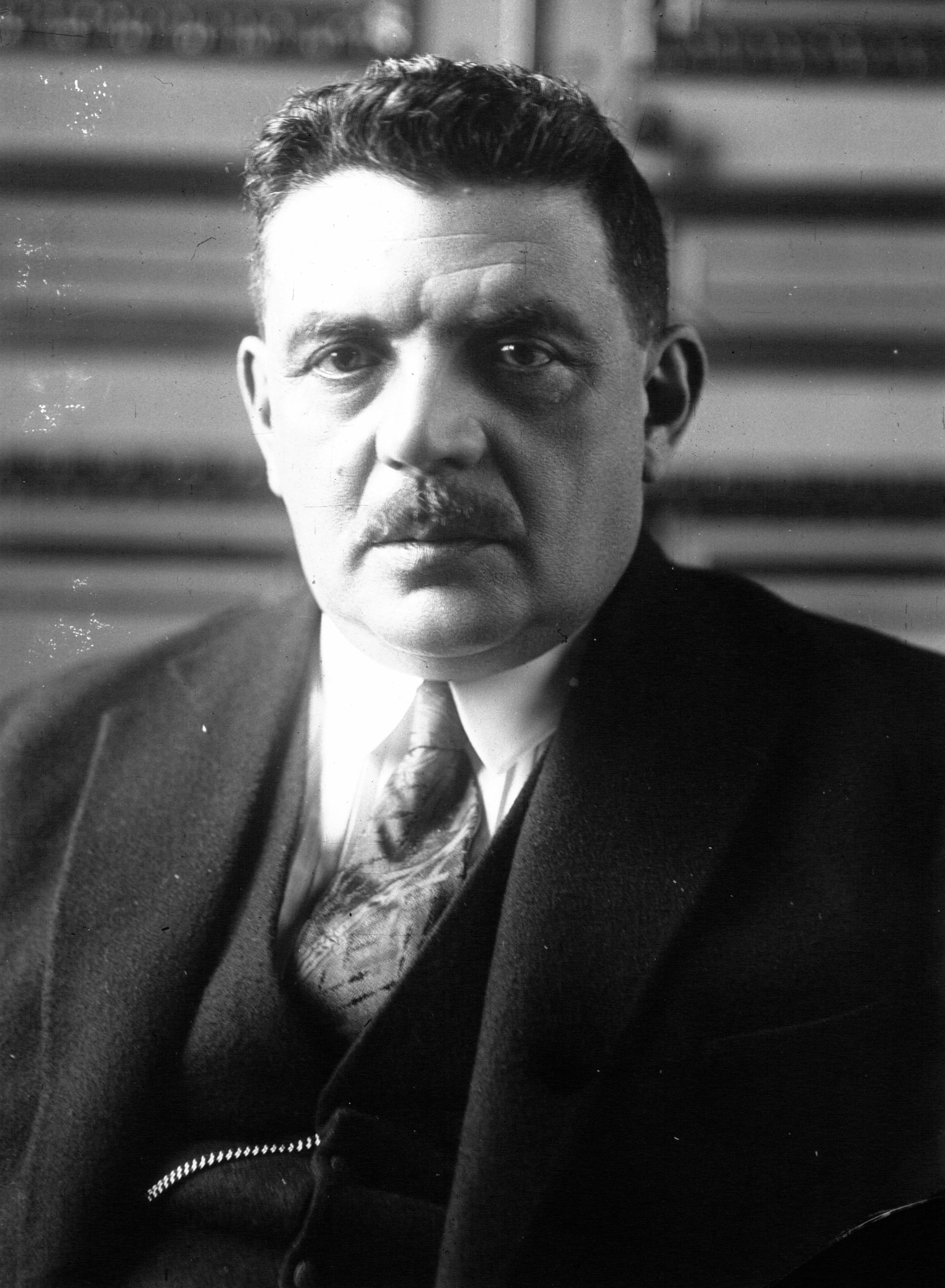
Édouard Herriot, président du Conseil des ministres, 1924.

La première action est alors de demander la démission d'Alexandre Millerand, à qui il est reproché d'avoir manqué à son rôle de simple arbitre et à ses obligations de neutralité, à rebours de la tradition de la « constitution Grévy », en prenant parti en faveur du bloc national et du renforcement des pouvoirs des présidents, lors de la campagne électorale, en particulier lors de son discours d'Évreux, le 14 octobre 1923. Pour cette raison, le cartel refuse de former un gouvernement et fait chuter immédiatement tous ceux que le président formerait lui-même. Millerand démissionne le 11 juin. Cependant, le cartel est très vite déçu puisque ce n'est pas son candidat, Paul Painlevé, mais le président du Sénat, Gaston Doumergue, qui est élu le 13 juin.
Le 15 juin, Édouard Herriot forme un gouvernement qui prend rapidement quelques mesures spectaculaires : transfert des cendres de Jean Jaurès au Panthéon, amnistie des grévistes de 1920 et des hommes politiques condamnés pendant la guerre (Joseph Caillaux et Louis Malvy) création d'un conseil économique et social mais aussi l'autorisation pour les fonctionnaires de se syndiquer.
Il mène une contre-offensive laïque en matière d'enseignement. L'enseignement secondaire moderne (sans latin) est rétabli ainsi que le principe de la gratuité du lycée.
Il ne parvient pas à réviser les avancées politico-religieuses qui avaient été prises par le Bloc national. Il doit notamment, devant l'hostilité des milieux religieux, renoncer à supprimer l'ambassade au Vatican que le Bloc national avait créée. La hiérarchie catholique publie notamment en mars 1925 la Déclaration sur les lois dites de laïcité, qui condamne la laïcisation de la société française et appelle les catholiques à s'y opposer. La volonté d'appliquer la loi de séparation des Églises et de l'État sur la laïcité en Alsace et en Moselle reste elle aussi lettre morte pour ne pas encourager des mouvements sécessionnistes et du fait de l'activisme de la Fédération nationale catholique. Les amnisties suscitent, pour leur part, l'hostilité de nombreuses associations d'anciens combattants et de la droite.

## Politique étrangère
En politique extérieure, le cartel des gauches adopte une position conciliatrice en acceptant le plan Dawes en août 1924 qui réévalue à la baisse les réparations que l'Allemagne devait à la France. Les Allemands s'engagent alors à verser de 1 à 2 milliards de marks-or à la France pendant cinq ans gagés sur leur compagnie ferroviaire et sur leur industrie. Herriot promet en échange d'évacuer la Ruhr ce qui est fait en juillet 1925. Cette dernière décision consacre l'impuissance de la France à faire payer par l'Allemagne les réparations : les Anglo-Saxons se sont désolidarisés de l'occupation de la Ruhr et l'exploitation de la région rapporte moins que les frais d'entretien des troupes (525 millions de francs par an contre 700 millions).
Ayant reconnu l'URSS en octobre 1924, il propose à la Société des Nations (SDN) le « protocole de Genève » qui permettrait de faire reposer la sécurité française sur une organisation internationale qui arbitrerait les conflits. C'est un échec en raison du refus anglais dès la fin de l'année.
Enfin, la maladresse du général Maurice Sarrail, nommé par le Cartel, provoque en Syrie la révolte druze, difficilement reprimée par l'armée française, dont l'intervention est condamnée par l'opinion internationale.

## Chute du cartel
Le cartel des gauches échoue cependant dans la politique financière. En effet, les socialistes voudraient remédier à la dette par l'adoption d'un impôt sur le capital, et notamment sur les profits réalisés pendant la guerre, tandis que la droite et une partie des radicaux, ainsi que les milieux financiers, y sont très hostiles. Le scandale des faux bilans de la Banque de France, initiés par son gouverneur Georges Robineau en mars 1924 et qu'Édouard Herriot ne découvre qu'en décembre 1924, rendus publics en avril 1925 précipite la chute du gouvernement,. Se succèdent alors les gouvernements de Painlevé en avril et octobre 1925 puis de Briand en novembre 1925, mars 1926 et juin 1926. Une véritable crise dans le milieu financier provoque la chute finale du cartel qui ne peut la résorber. Joseph Caillaux ayant demandé les pleins pouvoirs financiers pour enrayer la baisse du franc le 16 juillet 1926, Herriot provoque la chute du gouvernement Briand le lendemain. La spéculation provoque la chute du franc ; chute qui cesse au retour de Raymond Poincaré, fort de la réputation acquise lors du « Verdun financier », engagé par lui pour sauver le franc en 1924, à la fin du Bloc national.
Dès lors, les socialistes passent dans l'opposition. Le gouvernement Poincaré bénéficie d'une forte majorité : droite et radicaux. On assiste au retour d'un gouvernement de large coalition républicaine dit « d' Union nationale », à laquelle seuls les socialistes, communistes et nationalistes intransigeants ne participent pas.

## Suites
La droite remporte les élections législatives de 1928 : il y a 329 députés de droite contre 285 pour la gauche. Comme à chaque élection les radicaux se présentent avec la gauche. En 1932, le second cartel remporte les élections, mais il n'y a pas de majorité de gauche associant radicaux et socialistes. Les socialistes posent leurs conditions (qui furent rejetées) à leur participation (les « cahiers de Huyghens », rédigés par Paul Faure, du nom du gymnase dans lequel s'était tenu le congrès socialiste). Les gouvernements se succèdent, dirigés par des radicaux alliés aux « modérés ». Cette majorité parlementaire, distincte de la majorité électorale, est fragile.
Édouard Herriot, ayant compris les leçons de son bref retour de 1926, s'oblige à laisser les hommes du centre droit prendre la direction de l'économie honorant ainsi la politique de déflation qu'ils mènent depuis le début de la crise de 1931. Il s'agit alors pour eux de diminuer les dépenses de l'État par une réduction du traitement des fonctionnaires espérant ainsi provoquer une réduction du déficit budgétaire et une baisse des prix. Cette politique offerte par le radical Herriot ne convient pas aux socialistes qui veulent une augmentation du pouvoir d'achat. Il y a donc un blocage des réformes économiques qui provoque, une fois de plus sous la Troisième République, la valse des ministères : se succèdent ainsi à la tête du conseil Édouard Herriot, Camille Chautemps, Édouard Daladier, Albert Sarraut…
Cette période de grande instabilité aboutit à la crise du 6 février 1934.